# 33609 Harishpalani
33609 Harishpalani è un asteroide della fascia principale. Scoperto nel 1999, presenta un'orbita caratterizzata da un semiasse maggiore pari a 3,0008227 UA e da un'eccentricità di 0,0677213, inclinata di 6,52163° rispetto all'eclittica.